# Faraoani
Faraoani (in ungherese Forrófalva) è un comune della Romania di 5 785  abitanti, ubicato nel distretto di Bacău, nella regione storica della Moldavia.
Il comune è formato dall'unione di 2 villaggi: Faraoani e Valea Mare.